# Medosavka novozélandská
Medosavka novozélandská (Anthornis melanura; maorsky korimako nebo makomako) je pták z čeledi kystráčkovitých, který se endemitně vyskytuje pouze na Novém Zélandu. Je poměrně hojně rozšířený po Jižním i Severním ostrově s výjimkou Northlandu, odkud vymizel koncem 19. století. Společně s vyhynulou medosavkou chathamskou se řadí do rodu Athornis. Rozeznávají se tři poddruhy: obscura (vyskytuje se na Tříkrálových ostrovech), oneho (Ostrovy chudých rytířů) a nejrozšířenější melanura (ostatní území včetně obou hlavních novozélandských ostrovů).
Medosavky mají výrazný hlasový projev, který používají k vymezení svých teritorií i k běžné komunikaci. Měří okolo 20 cm. Samec váží okolo 34 g, samice 26 g. Samci jsou na většině těla olivově zelení, jejich ocas je černý a zadní část těla je zespodu světlá. Na hlavě mají lesklou fialovou skvrnu. Samice mají méně výrazné zbarvení. Jejich peří je spíše do šedých a světle hnědých olivových barev. K páření dochází od září do listopadu. Hnízdo staví pouze samice. Typicky dochází ke dvěma snůškám, avšak samice ostrovních populací (subs. oneho a obscura) kladou pouze jednu snůšku. Melanura snáší 3–5 narůžovělých vajec, ostrovní populace 2–4 vejce o rozměrech 23×16 mm. Inkubační doba trvá kolem 14 dní. Mláďata opouští hnízdo po dvou týdnech od vylíhnutí, avšak v dalších několika týdnech jim rodiče pomáhají shánět potravu.
Medosavky jsou důležití opylovači. Živí se nektarem, ovocem a bezobratlými živočichy. V sání nektaru jim pomáhá dlouhý, na konci roztřepený jazyk. Jsou ohrožené zejména introdukovanými predátory jako jsou lasice hranostaj a krysa obecná. Škodí jim úbytek původních lesů a destrukce některých zdrojů potravy ze strany kusu liščích. V minulosti byly medosavky loveny Maory pomocí dlouhých dřevěných kopí zvaných here. Organizace BirdLife International hodnotí jejich populaci jako málo dotčenou.

## Nomenklatura

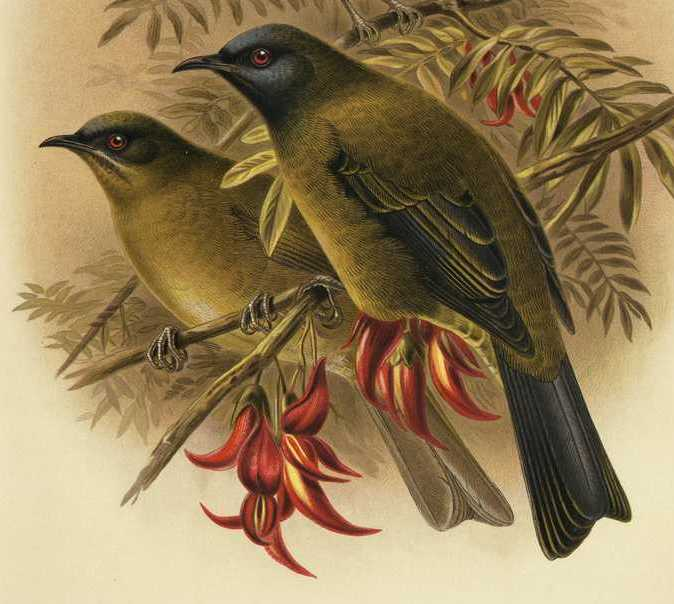
Samec (vlevo) a samice na ilustraci John Gerrard Keulemanse z roku 1888

Medosavka novozélandská byla poprvé popsána v roce 1786 švédským ornitologem Andersem Sparrmanem. Sparrman popsal medosavku na základě kůže, o které se chybně domníval, že pochází z Mysu Dobré naděje, kde Sparrman působil jako učitel. Nový druh zařadil do rodu šoupálků (Certhia) a pojmenoval jej jako Certhia melanura. George Robert Gray v roce 1840 vyzdvihl druh do samostatného rodu Anthornis a přejmenoval jej na Anthornis melanura, což medosavce už zůstalo. Společně s medosavkou novozélandskou se do rodu Anthornis ještě řadí vyhynulá medosavka chathamská.
Medosavka novozélandská a tui zpěvný jsou jedinými zástupci čeledi kystráčkovitých na Novém Zélandu. Ještě na počátku 21. století se v literatuře uváděli 3 zástupci, avšak medosavka hvízdavá byla v roce 2007 na základě DNA analýz přeřazena do samostatné monotypické čeledi Notiomystidae. V 19. století byla na Novém Zélandu dvakrát pozorována i další zástupkyně kystráčkovitých, a to laločnatka jihoaustralská. Jednalo se však o zatoulaného jedince a tato laločnatka se na Novém Zélandu běžně nevyskytuje.
Medosavka novozélandská má 3 poddruhy:
- Anthornis melanura obscura (rozšířena na Tříkrálových ostrovech; hodnocena jako na pokraji ohrožení);
- Anthornis melanura oneho (Ostrovy chudých rytířů; hodnocena jako na pokraji ohrožení);
- Anthornis melanura melanura (ostatní ostrovy; hodnocena jako málo dotčená).

Některé publikace uvádí medosavku chathamskou jako poddruh medosavky novozélandské.
V maorštině je medosavka novozélandská známá jako korimako nebo makomako.

## Popis
Od špičky zobáku po konec ocasu měří okolo 20 cm. Samec váží asi 34 g, samice zhruba 26 g. Rozpětí křídel je kolem 22 cm. Černý zobák je krátký a jemně zahnutý. Jazyk je dlouhý a na konci roztřepený jako štětec, což medosavkám umožňuje efektivně vysávat nektar z hlubin květů. Ocas je relativně dlouhý a na konci mírně rozdvojený.
U medosavek novozélandských je poměrně výrazný pohlavní dimorfismus. Dospělí samci jsou na většině těla olivově zelení. Hlava je zbarvená do lesklé fialové barvy. Fialová je nejvýraznější na vrcholu hlavy a kolem uší. Svrchní část křídel je na krovkách olivově zelená, na letkách přechází do černé s nádechem lesklé tmavě modré barvy. Spodní část křídel je většinou šedá s tmavě zeleným lemováním směrem k ručním krovkám, která přechází do světle žluté u předloketních krovek a do hnědé u krycích letek. Ocas je černý až tmavě modrý, na bocích se nachází výrazná světle žlutá skvrna. Podocasní krovky jsou rovněž světle žluté. Duhovka je červená. Silné nohy a prsty jsou modrošedé.
Samice má podobné vzory jako samec, avšak zbarvení jejího peří je mnohem méně výrazné a spíše do hněda. Její hlava a krk jsou olivově zelené až olivově hnědé. Na čele a temeni hlavy je peří do modra s jemně lesklým nádechem. Od kořene zobáku ve směru k bokům má krátký a tenký světlý proužek. Ocas je tmavě hnědý. Vrchní část křídel je do hněda. Krovky jsou olivově hnědé s tmavě hnědým lemováním směrem k velkým krovkám. Spodní část křídel je stejná jako u samců. Podobně jako samci, i samice mají na bocích světle žlutou skvrnu, která je však méně výrazná.
Juvenilní samci mívají podobné vzorce barev jako samci, avšak jejich peří postrádá lesklý nádech a barvy jsou bledší a hodně do šeda. Jejich duhovka je hnědá. Zbarvení juvenilních samic je ještě méně výrazné než u samců.

## Ekologie a chování
Medosavky tráví většinu svého života na svém teritoriu, které opouští pouze příležitostně za účelem shánění potravy nebo návštěvy zdroje vody. Zatímco samice brání teritoria hlavně v období páření, samci jsou známí celoroční teritoriální agresí. Během potyček samců může dojít k vážným zraněním i smrti. Podle výzkumu z roku 2006 na ostrově Tiritiri Matangi byla velikost teritorií kolem 2 rozmnožujících se párů na 1 hektar. Na Ostrovech chudých rytířů bylo zaznamenáno až 23 párů na hektar.

### Hlasový projev
Medosavky novozélandské jsou známé svým výrazným hlasovým projevem, kterého si všiml už i James Cook, který jejich zpěv přirovnal k „nádherně vyladěným zvonečkům”. Právě díky zvonivému zpěvu se medosavce novozélandské v angličtině říká bellbird, což je složenina anglického bell („zvon”) a bird („pták”).
Ke zpěvu dochází po celý rok, přičemž v zimě je prozpěvování méně časté a naopak na jaře v období páření nejčastější. Nejhlasitěji se medosavky projevují kolem východu a západu slunce. Zpěv se skládá ze tří základních zvuků připomínajících zvuk zvonků, které medosavky hojně opakují v různých výškách a tónových zbarveních. Samice zpívají stejně hojně jako samci. Zpěv používají ke komunikaci mezi sebou, nejčastěji jako vymezení svých teritorií; samice jsou nepřátelské zejména vůči samicím a samci vůči samcům. V rámci populací existuje řada „místních nářečí“, které se trénovaný člověk může naučit po čase rozeznat.
Zpěv medosavek je velmi podobný hlasu tui zpěvných, se kterými je poměrně snadno zaměnitelný. Častá záměna nastává i díky tomu, že tui někdy imitují zpěv medosavek. Klíčový rozdíl v jejich zpěvu je v tom, že tui dříve či později do svého zpěvu zahrne vrčivý, hluboce položený skřečivý zvuk.

### Rozmnožování
Začínají se pářit kolem 1 roku. Páření předbíhá období námluv, ke kterému dochází koncem zimy. V rámci námluv samci předvádí samicím krátké vertikální lety, při nichž vydávají zvuky připomínající zvuk vrtule. Zvuky vytváří pomocí křídel. Samec své lety doplňuje bohatým zpěvným repertoárem. Námluvy pokračují tak, že samec a samice tráví čím dál tím více času spolu a koordinovaně poletují kolem svého teritoria.
Toto chování vrcholí pářícím aktem. Páření probíhá u pevninských populací (subsp. melanura) od počátku září do ledna a v některých oblastech pokračuje až do března. V tomto období medosavky vyvedou nejčastěji dvě snůšky se 3–5, nejčastěji 4 vejci, které samice klade v denních intervalech. Narůžovělá vejce s červenohnědými skvrnami mívají rozměr 23×16 mm a váží okolo 3,1 g. U ostrovních populací subsp. obscura a oneho dochází k páření od konce září do prosince a samice kladou pouze jednu snůšku. Bývají v ní 2–4, nejčastěji 3 vejce.

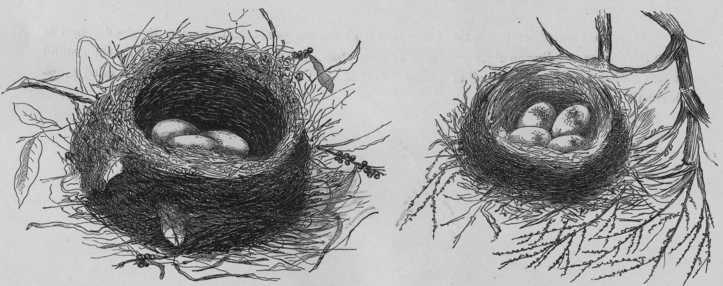
Kresba hnízda tuiho zpěvného (vlevo) a medosavky novozélandské (Walter Buller, 1888)

Materiál pro stavbu hnízda i stavbu samotnou obstarává pouze samice. Hnízda bývají ve všech lesních patrech – v husté vegetaci těsně při zemi, ve skalních puklinách, v březích řek, v hustých křoviscích i vysoko v korunách stromů. K oblíbeným stromům, na kterých si medosavky staví svá hnízda, patří zástupci rodu železnec a balmín metlatý (manuka). Hnízdo o průměru kolem 15 cm je hrníčkového tvaru s vnějšími stěnami z větviček, listů, kořínků, trávy a mechu. Vnitřní stěny bývají tvořeny jemnou trávou a mechem. Hnízdo bývá vystláno peřím a někdy i jemným mechem. Pokud dochází ke druhé snůšce, samice začne se stavbou druhého hnízda zhruba týden po vylíhnutí mláďat z první snůšky.
Inkubační doba trvá kolem 14 dní a na vejcích sedí pouze samice. Během inkubace samec pomáhá samici se sháněním potravy, avšak samice během dne v krátkých intervalech opouští na několik minut hnízdo, aby si sesbírala potravu i sama. Mláďata se rodí s opeřením na korunce a na zádech, na zbytku těla jsou holá. K opeření dochází během několika dní od narození. Mláďata krmí oba rodiče, nicméně samice má tendenci krmit své potomky častěji než samec. Mláďata opouští hnízdo po dvou týdnech od vylíhnutí. Dalších několik týdnů zůstávají v blízkosti hnízda a i když se začínají krmit sama, rodiče jim stále zajišťují část potravy. Po několika týdnech dochází k plnému osamostatnění.
Medosavky se mohou dožít nejméně 8 let.

### Potrava
Živí se nektarem, medovicí, ovocem a bezobratlými živočichy. Typ konzumované potravy se mění v závislosti na ročním období. Nektar a medovici pojídají koncem zimy, na jaře a počátkem léta. V případě, že jsou nektar a medovice dostupné po celý rok, medosavky je pojídají v průběhu celého roku. Ovoce pojídají hlavně koncem léta a na podzim a bezobratlé živočichy po celý rok. Dovedou spolknout ovoce až o průměru 10 mm.

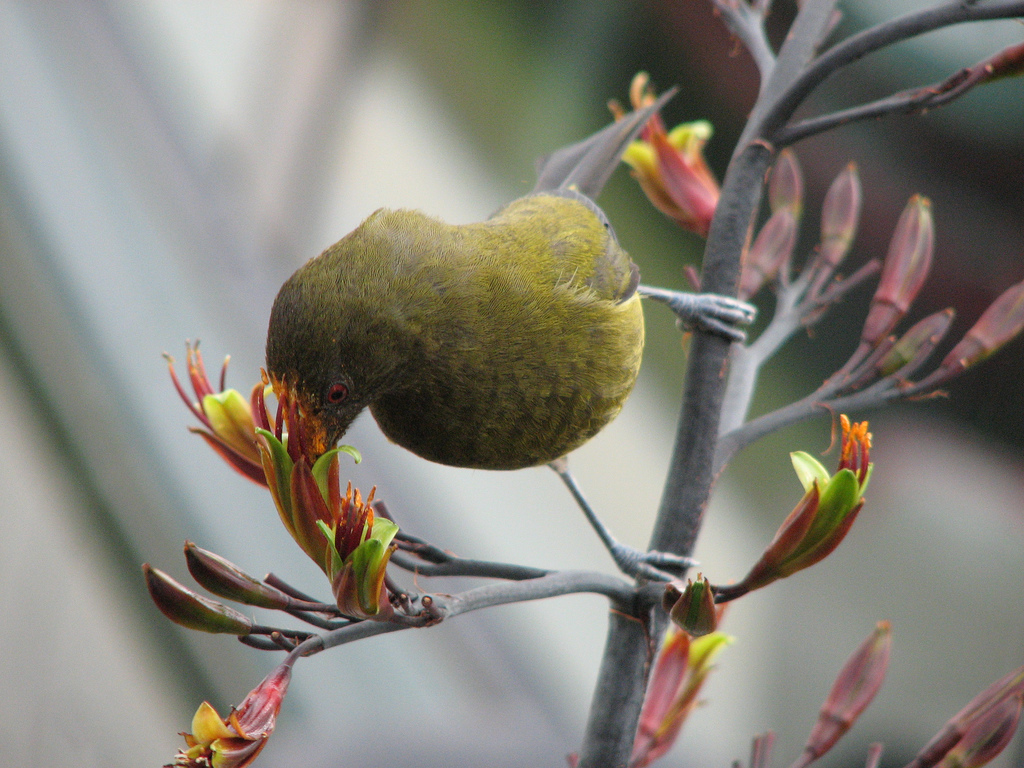
Samec medosavky při sběru nektaru

K nejčastěji uváděným druhům rostlin, ze kterých medosavky sají nektar, patří Dysoxylum spectabile, Fuchsia excorticata, Knightia excelsa, železnec ztepilý, lenovník novozélandský, Sophora microphylla a Vitex lucens. Ovoce pojídají nejčastěji ze stromů Aristotelia serrata, Coprosma lucida, Coprosma robusta, Dacrycarpus dacrydioides, Melicytus ramiflorus, lenovníka novozélandského a Myrsine australis. Není však jasné, zda medosavky tyto rostliny preferují nebo byly tyto rostliny hojné v oblastech, kde byl prováděn terénní výzkum jídelníčku medosavek. Nejoblíbenějším jídlem medosavek je nektar a pokud je ho v oblasti nedostatek, medosavky mohou urazit poměrně velké vzdálenosti, aby se k němu dostaly. Jelikož medosavky sají spoustu nektaru, představují důležité opylovače některých endemických druhů rostlin.
Z bezobratlých živočichů si medosavky s oblibou pochutnávají zejména na pavoukovcích.

### Sociální vztahy
Mezi medosavkami novozélandskými, tui zpěvnými a medosavkami hvízdavými dochází k časté interakci, a to zejména u stanovišť nektaru. Existuje mezi nimi poměrně jasná hierarchie – samice i samci tui zpěvných vždy dominují medosavkám novozélandským. Samci medosavek novozélandských vždy dominují medosavkám hvízdavým. Není však jasné, zda samice medosavek novozélandských také dominují madosavkám hvízdavým či nikoliv. V roce 2009 bylo pozorováno opakované agresivní chování medosavek vůči mnohem menším pokřovníkům zeleným subsp. chloris. V rámci medosavek novozélandských je sociální hierarchie také poměrně zřetelná. Zatímco samci dominují samicím u stanovišť nektaru, samice dominují samcům v hnízdě. Starší jedinci jsou nadřazení mladším; výjimkou mohou být situace, kdy se starší jedinci přesouvají za nektarem do blízkosti hnízdišť mladých medosavek.

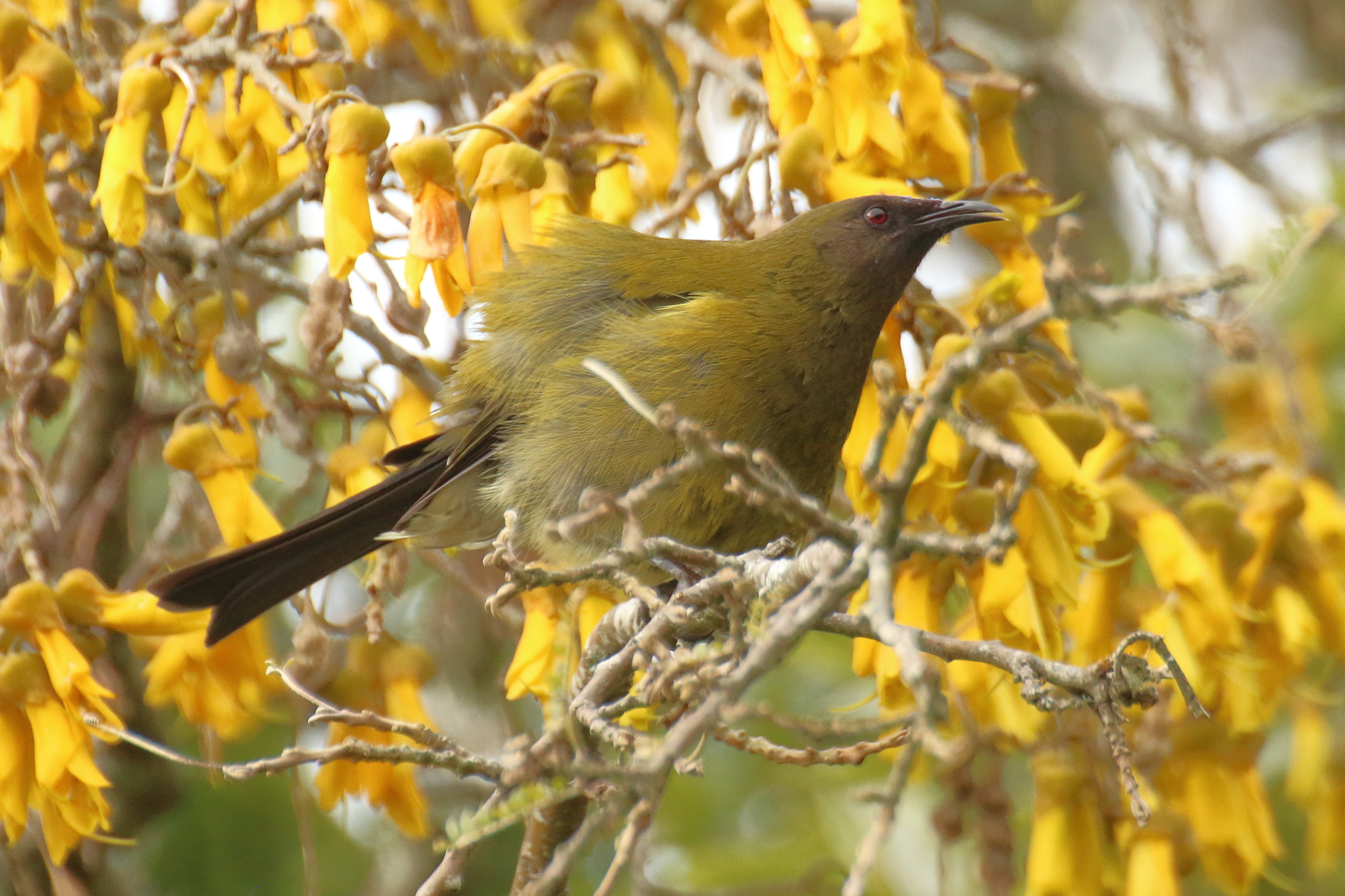
Medosavka v koruně stromu

Medosavky společně s tui zpěvnými jsou známé tím, že pomocí svých křídel umí vydávat zvuk připomínající bzučení vrtule. Podobný zvuk je znám i u kolibříků, u kterých je výrazem agrese. Kolibříci tento zvuk vydávají především u stanovišť nektaru. Podobně je tomu i u medosavek, které zvuk vydávají při soupeření o potravní stanoviště, avšak také během námluv. Zvuk je vydáván pomocí malých výběžků na první, druhé nebo třetí primární letce. Někdy jsou letky jen zašpičatělé či mají malou štěrbinu, přes kterou během letu proniká vzduch, který vytváří bzučivý zvuk. Jelikož bylo zaznamenáno, že tento zvuk během letu může náhle přestat, dá se předpokládat, že ho medosavky umí ovládat.
Přirozeným predátorem medosavek je ostříž novozélandský. Podle průzkumu zbytků potravy ostřížů sesbíraných na Aucklandských ostrovech a ostrově Adams představují medosavky jejich nejčastější kořist.

## Rozšíření a populace

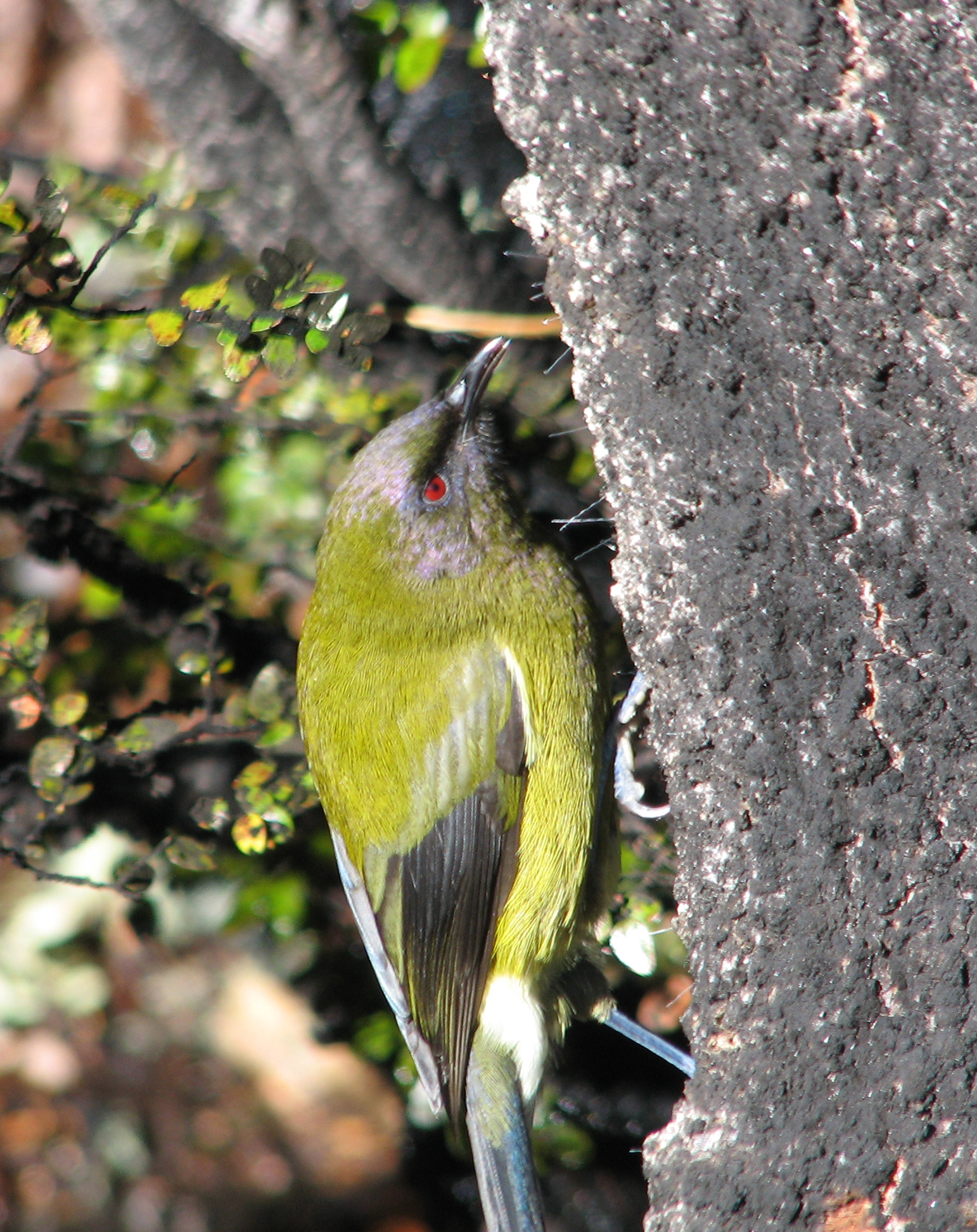
Medosavka hodující na medovici

Medosavky se endemitně vyskytují pouze na Novém Zélandu. Jsou poměrně hojně rozšířené po obou hlavních ostrovech i po Stewartově ostrově, Aucklandských ostrovech a mnohých dalších menších pobřežních ostrovech. Jedinými místy, kde se nevyskytují či kde nejsou etablovány stálé populace, jsou oblasti Northlandu, severního Waikata, východního Wellingtonu, středního Canterbury a středního Otaga. Samci medosavek z etablovaných populací pobřežních ostrovů v severních částech Severního ostrova pravidelně zalétávají na pevninu (např. do Aucklandu, Tutukaky, Whangarei). Nicméně samice se jen výjimečně vydávají na podobné cesty přes otevřené moře, což cestujícím samcům znemožňuje opětovně kolonizovat tyto oblasti.
Jejich biotop se rozprostírá od pobřežních oblastí s exotickými borovicovými lesy až po subalpinskou kleč do nadmořské výšky 1220 m. Medosavky poměrně dobře snášejí změny, které do novozélandské krajiny zanesl člověk a jsou k vidění i v městských parcích, sadech, zahradách a na farmách.

## Ohrožení

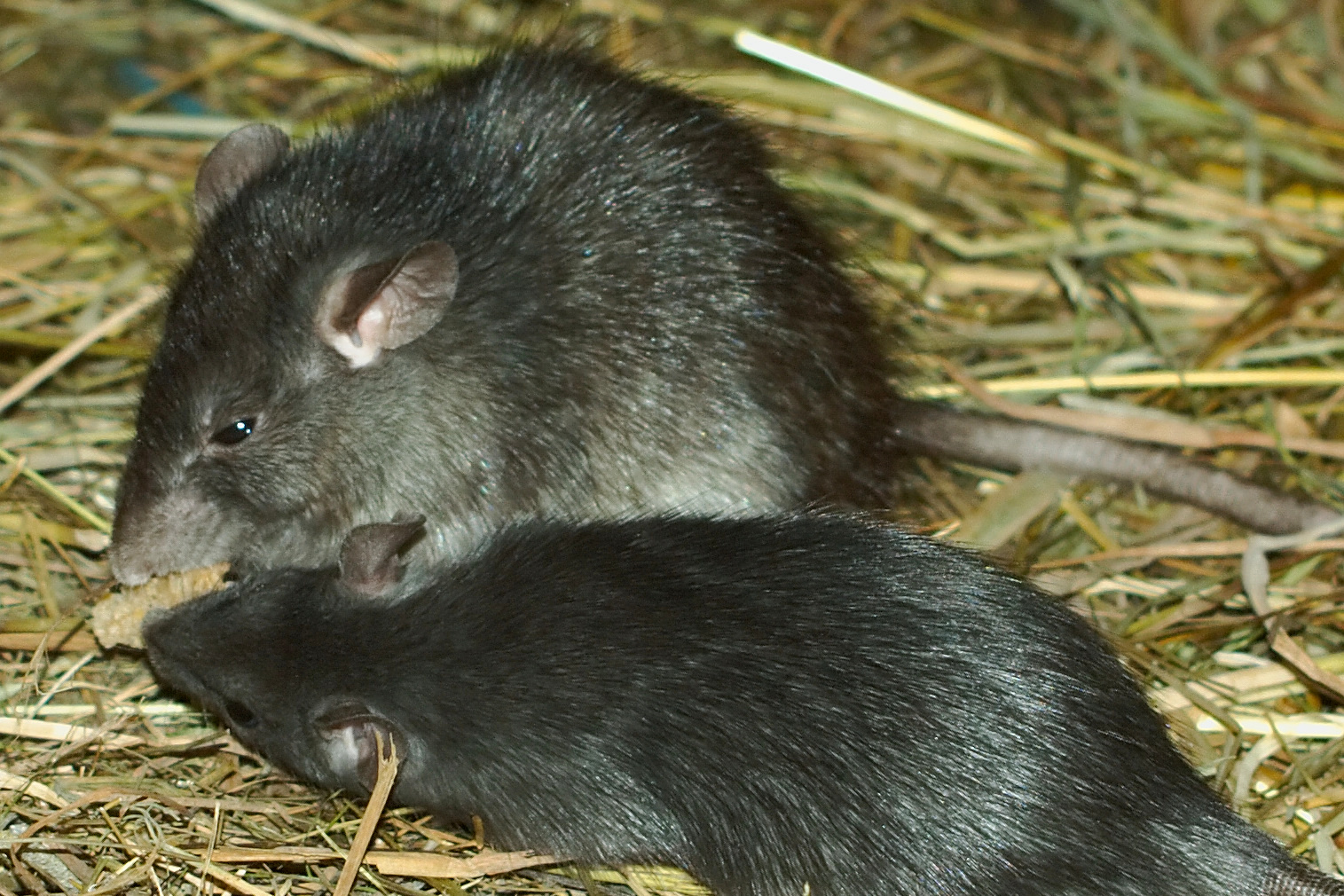
Jedno z největších ohrožení medosavek představuje krysa obecná

Medosavky byly původně rozšířené po celém území Nového Zélandu. Již Walter Buller však v 60. a 70. letech 19. století zaznamenal jejich prudký pokles, a to zvláště u populace ze Severního ostrova. V 70. letech 19. století medosavky úplně vymizely z Northlandu a kolem roku 1900 dosáhly minima i na Jižním ostrově, zatímco populace na pobřežních ostrovech zůstaly nezměněny. Po roce 1910 nastal nicméně nárůst pevninských populací až do jejich současného rozšíření. Příčiny prudkého úpadku koncem 19. a začátkem 20. století dosud nebyly dostatečně vysvětleny; je možné, že úbytek byl způsoben některou z introdukovaných ptačích nemocí jako je ptačí malárie nebo ptačí neštovice. Pro tuto teorii však neexistuje dostatek důkazů a ornitolog Michael Lee vymizení medosavek ze Severního ostrova dává spíše do souvislosti s rozšířením krysy obecné, která byla na Nový Zéland zavlečena v polovině 19. století. Na vinu krys obecných by mohlo ukazovat i to, že krysy způsobily vyhubení medosavek chathamských na Chathamských ostrovech.
Hlavní ohrožení medosavek představují introdukovaní savci. V pabukových lesích to jsou hlavně hranostajové, kteří jsou v těchto původních lesích hojní. Ve všech ostatních typech lesů (parky, nepůvodní lesy) jsou hlavními predátory medosavek především krysy obecné. Zejména v okolí lidských obydlí jsou medosavky ohroženy lovem ze strany koček domácích. Hojně se vyskytující introdukovaní kusu liščí nepředstavují pro medosavky přímou hrozbu, avšak konkurují jim v potravě.

## Ochrana

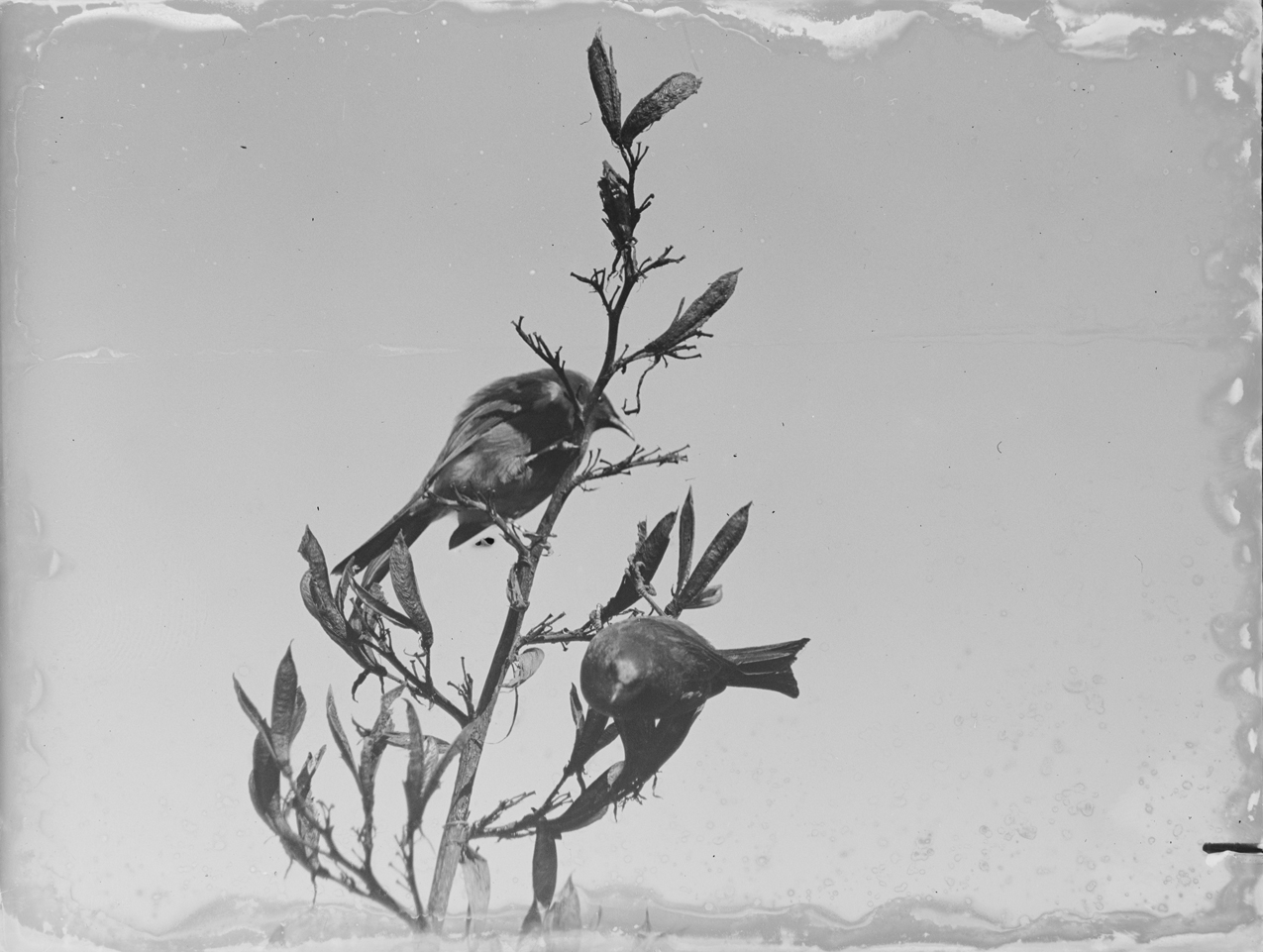
Fotografie dvou medosavek z 30. let 20. století

Zásadním způsobem ochrany medosavek je kontrola introdukovaných savců (krys a hranostajů) pomocí kladení pastí a pesticidu 1080. Intenzivní odchyt hranostajů v pohoří Craigieburn v letech 2000–2002 znamenal pro populaci medosavek až čtyřikrát větší šanci na vyvedení mláďat. Tamější populace se v roce odchytu predátorů zvětšila o 79 % během jediné sezóny. Podobné strmé nárůsty populací byly prokázány i u dalších podobných operací a podle dostupných dat se odchyt predátorů odráží v populaci medosavek nejzřetelněji ze všech novozélandských ptáků. Bylo dokonce navrženo, že podle reakce populace medosavek na odchyt predátorů by se dala vyhodnocovat míra úspěšnosti odchytu predátorů.
Častým nástrojem novozélandských ochranářů z Ministerstva památkové péče na ochranu druhů je jejich reintrodukce do míst, kde v minulosti vyhynuly. U medosavek novozélandských se však ukázalo, že jejich translokace je extrémně náročná. K roku 2015 bylo evidováno celkem 9 přemísťovacích projektů, z nichž ani jeden nebyl úspěšný. Tato dosavadní nulová úspěšnost je v rámci translokačních projektů jiných novozélandských ptáků výjimečná. Důvody nejsou zcela zřejmé, ale patrně budou souviset s rozšířením predátorů, především krys.

## Vztah k lidem
V minulosti byly medosavky loveny Maory za účelem obstarání potravy. Ptáci totiž pro ně představovali snadno dostupný zdroj bílkovin. Maorové používali k lovu až 12 metrů dlouhé dřevěné kopí zakončené vroubkovanou čepelí z kosti. Toto kopí se nazývalo here. Na Jižním ostrově docházelo k lovu především na podzim. Ulovení jedinci byli buďto upečeni v podzemní peci (hāngī) nebo byli naloženi do tuku a uchováni k pozdější konzumaci.
Po medosavce je pojmenován např. film Bellbird nebo historická budova v Christchurchi (The Sign of the Bellbird, čili „Znak medosavky”).